# Coupe des États-Unis de soccer 2004
Navigation
Lamar Hunt U.S. Open Cup 2003 Lamar Hunt U.S. Open Cup 2005
La Coupe des États-Unis de soccer 2004 est la 91e édition de la Lamar Hunt US Open Cup, la plus ancienne des compétitions dans le soccer américain. C'est un système à élimination directe mettant aux prises des clubs de soccer amateurs, semi-pros et professionnels affiliés à la Fédération des États-Unis de soccer, qui l'organise conjointement avec les ligues locales.
La finale se tient le 22 septembre 2004, après six autres tours à élimination directe dans la phase finale mettant aux prises des clubs amateurs et professionnels. Le Charleston Battery, le Minnesota Thunder, les Rochester Raging Rhinos et les Richmond Kickers sont les seules équipes à triompher contre des franchises de MLS. Parmi ces équipes, le Charleston Battery atteint les demi-finales de la compétition. Les vainqueurs, les Kansas City Wizards, remportent ainsi leur premier trophée dans cette compétition. À noter que c'est la dernière édition utilisant le système de but en or pour déterminer le vainqueur durant les prolongations.

## Calendrier
| Tour                                                | Nom              | Dates retenues   | Équipes participantes | Équipes gagnantes |
| Entrée de 8 équipes de PDL et 8 équipes de USASA    |                  |                  |                       |                   |
| 1                                                   | Premier tour     | 2-8 juin         | 16                    | 8                 |
| Entrée de 6 équipes de PSL et 2 équipes de A-League |                  |                  |                       |                   |
| 2                                                   | Deuxième tour    | 15-21 juin       | 16                    | 8                 |
| Entrée de 6 équipes de A-League et 2 équipes de MLS |                  |                  |                       |                   |
| 3                                                   | Troisième tour   | 30 juin          | 16                    | 8                 |
| Entrée de 8 équipes de MLS                          |                  |                  |                       |                   |
| 4                                                   | Quatrième tour   | 14-20-21 juillet | 16                    | 8                 |
| 5                                                   | Quarts de finale | 4 août           | 8                     | 4                 |
| 6                                                   | Demi-finales     | 24-25 août       | 4                     | 2                 |
| 7                                                   | Finale           | 22 septembre     | 2                     | 1                 |

## Participants
| Entre au premier tour | Entre au premier tour | Entre au deuxième tour | Entre au troisième tour | Entre au quatrième tour |
| PDL/USASA 8 équipes/8 équipes | PDL/USASA 8 équipes/8 équipes                                                                                               | PSL/A-League 6 équipes/2 équipes | A-League/MLS 6 équipes/2 équipes | MLS 8 équipes |
| Premier Development League - Boulder Rapids Reserve - Cape Cod Crusaders - Carolina Dynamo - Chicago Fire Reserves - Cocoa Expos - DFW Tornados - South Jersey Barons - Spokane Shadow | USASA - Allied SC - Azzuri SC - Bavarian SC - Chico Rooks - Greek American AA - Legends FC - SAC Wisla - Sacramento Knights | Pro Soccer League - Charlotte Eagles - New Hampshire Phantoms - San Diego Gauchos - Utah Blitzz - Western Mass Pioneers - Wilmington Hammerheads A-League - Syracuse Salty Dogs - Virginia Beach Mariners | A-League - Atlanta Silverbacks - Charleston Battery - Minnesota Thunder - Richmond Kickers - Rochester Raging Rhinos - Portland Timbers Major League Soccer - Columbus Crew - Dallas Burn | Major League Soccer - Chicago Fire - Colorado Rapids - DC United - Kansas City Wizards - Los Angeles Galaxy - MetroStars - New England Revolution - San Jose Earthquakes |

Légende :

Major League Soccer (MLS) : Championnat de première division.

A-League : Championnat de deuxième division.

Pro Soccer League : Championnat de troisième division organisé par la United Soccer Leagues (USL).

Premier Development League (PDL) : Championnat de quatrième division organisé par la United Soccer Leagues (USL).

United States Adult Soccer Association (USASA) : Organisateur des championnats de divisions inférieures.

## Résultats

### Premier tour
| Date   | Division | Club                  | Score | Club                   | Division |
| ------ | -------- | --------------------- | ----- | ---------------------- | -------- |
| 2 juin | (USASA)  | Greek American AA     | 1-4   | Cape Cod Crusaders     | (PDL)    |
| 2 juin | (PDL)    | South Jersey Barons   | 5-0   | Allied SC              | (USASA)  |
| 2 juin | (USASA)  | Chico Rooks           | 1-2   | Boulder Rapids Reserve | (PDL)    |
| 2 juin | (PDL)    | Carolina Dynamo       | 5-1   | Bavarian SC            | (USASA)  |
| 2 juin | (PDL)    | Chicago Fire Reserves | 5-1   | SAC Wisla              | (USASA)  |
| 2 juin | (PDL)    | Spokane Shadow        | 1-2   | Sacramento Knights     | (USASA)  |
| 8 juin | (PDL)    | Cocoa Expos           | 3-2   | Azzuri SC              | (USASA)  |
| 8 juin | (PDL)    | DFW Tornados          | 3-1   | Legends FC             | (USASA)  |

### Deuxième tour
| Date    | Division   | Club                    | Score            | Club                  | Division   |
| ------- | ---------- | ----------------------- | ---------------- | --------------------- | ---------- |
| 15 juin | (PSL)      | New Hampshire Phantoms  | 1-5              | Chicago Fire Reserves | (PDL)      |
| 15 juin | (PDL)      | Carolina Dynamo         | 4-2              | Charlotte Eagles      | (PSL)      |
| 15 juin | (A-League) | Virginia Beach Mariners | 2-0              | DFW Tornados          | (PDL)      |
| 15 juin | (PDL)      | South Jersey Barons     | 1-1              | Syracuse Salty Dogs   | (A-League) |
| 21 juin | (PDL)      | South Jersey Barons     | 2-4              | Syracuse Salty Dogs   | (A-League) |
| 15 juin | (PSL)      | Utah Blitzz             | 3-0              | Sacramento Knights    | (USASA)    |
| 15 juin | (PSL)      | Western Mass Pioneers   | 2-3              | Cape Cod Crusaders    | (PDL)      |
| 15 juin | (PSL)      | Wilmington Hammerheads  | 3-0              | Cocoa Expos           | (PDL)      |
| 15 juin | (PDL)      | Boulder Rapids Reserve  | 0-0 (5-4 t.a.b.) | San Diego Gauchos     | (PSL)      |

### Troisième tour
| Date    | Division   | Club                    | Score      | Club                    | Division   |
| ------- | ---------- | ----------------------- | ---------- | ----------------------- | ---------- |
| 30 juin | (A-League) | Richmond Kickers        | 1-0 b.e.o. | Cape Cod Crusaders      | (PDL)      |
| 30 juin | (PDL)      | Carolina Dynamo         | 2-3 b.e.o. | Atlanta Silverbacks     | (A-League) |
| 30 juin | (MLS)      | Dallas Burn             | 2-0        | Virginia Beach Mariners | (A-League) |
| 30 juin | (A-League) | Minnesota Thunder       | 2-1 b.e.o. | Boulder Rapids Reserve  | (PDL)      |
| 30 juin | (A-League) | Charleston Battery      | 2-0        | Wilmington Hammerheads  | (PSL)      |
| 30 juin | (A-League) | Rochester Raging Rhinos | 1-0        | Chicago Fire Reserves   | (PDL)      |
| 30 juin | (MLS)      | Columbus Crew           | 2-1        | Syracuse Salty Dogs     | (A-League) |
| 30 juin | (PSL)      | Utah Blitzz             | 1-2        | Portland Timbers        | (A-League) |

### Quatrième tour
| Date       | Division   | Club                   | Score            | Club                    | Division   |
| ---------- | ---------- | ---------------------- | ---------------- | ----------------------- | ---------- |
| 14 juillet | (A-League) | Portland Timbers       | 0-3              | San Jose Earthquakes    | (MLS)      |
| 20 juillet | (MLS)      | New England Revolution | 1-1 (1-3 t.a.b.) | Rochester Raging Rhinos | (A-League) |
| 20 juillet | (A-League) | Atlanta Silverbacks    | 1-4              | Kansas City Wizards     | (MLS)      |
| 20 juillet | (A-League) | Minnesota Thunder      | 1-0              | Los Angeles Galaxy      | (MLS)      |
| 20 juillet | (MLS)      | Dallas Burn            | 3-0              | Colorado Rapids         | (MLS)      |
| 20 juillet | (MLS)      | Columbus Crew          | 1-2 b.e.o.       | Chicago Fire            | (MLS)      |
| 20 juillet | (A-League) | Charleston Battery     | 1-0              | MetroStars              | (MLS)      |
| 21 juillet | (A-League) | Richmond Kickers       | 2-1              | DC United               | (MLS)      |

### Quarts de finale
| 4 août 2004 | Kansas City Wizards                               | 4 – 0 | Dallas Burn |                                                                                                  |                                                                                                  |
|             | Klein 52e · Arnaud 57e · Detter 73e · Zotincă 88e |       |             | Blue Valley Athletic Complex, Overland Park, Kansas Spectateurs : 2 143 Arbitrage : Terry Vaughn | Blue Valley Athletic Complex, Overland Park, Kansas Spectateurs : 2 143 Arbitrage : Terry Vaughn |
|             | Rapport                                           |       |             | Blue Valley Athletic Complex, Overland Park, Kansas Spectateurs : 2 143 Arbitrage : Terry Vaughn | Blue Valley Athletic Complex, Overland Park, Kansas Spectateurs : 2 143 Arbitrage : Terry Vaughn |

| 4 août 2004                                     | Minnesota Thunder      | 2 - 2 4 - 5 t. a. b.                                | San Jose Earthquakes    |                                                                                            |                                                                                            |
|                                                 | Tarley 4e · Branan 77e |                                                     | 24e Ching · 63e Donovan | James Griffin Stadium, Saint Paul, Minnesota Spectateurs : 5 688 Arbitrage : Richard Heron | James Griffin Stadium, Saint Paul, Minnesota Spectateurs : 5 688 Arbitrage : Richard Heron |
|                                                 | Rapport                |                                                     |                         | James Griffin Stadium, Saint Paul, Minnesota Spectateurs : 5 688 Arbitrage : Richard Heron | James Griffin Stadium, Saint Paul, Minnesota Spectateurs : 5 688 Arbitrage : Richard Heron |
| Menyongar · Albert · Matteo · Branan · Ferruzzi | Tirs au but 4 - 5      | Donovan · Ching · Mulrooney · De Rosario · Dunivant |                         | James Griffin Stadium, Saint Paul, Minnesota Spectateurs : 5 688 Arbitrage : Richard Heron | James Griffin Stadium, Saint Paul, Minnesota Spectateurs : 5 688 Arbitrage : Richard Heron |

| 4 août 2004 | Richmond Kickers | 0 – 1 | Chicago Fire  |                                                                            |                                                                            |
|             |                  |       | 56e Selolwane | City Stadium, Richmond, Virginie Spectateurs : 5 712 Arbitrage : Alex Prus | City Stadium, Richmond, Virginie Spectateurs : 5 712 Arbitrage : Alex Prus |
|             | Rapport          |       |               | City Stadium, Richmond, Virginie Spectateurs : 5 712 Arbitrage : Alex Prus | City Stadium, Richmond, Virginie Spectateurs : 5 712 Arbitrage : Alex Prus |

| 4 août 2004 | Rochester Raging Rhinos | 0 - 1 | Charleston Battery |                                                                                   |                                                                                   |
|             |                         |       | 6e Valencia        | Frontier Field, Rochester, New York Spectateurs : 7 016 Arbitrage : Augusto Silva | Frontier Field, Rochester, New York Spectateurs : 7 016 Arbitrage : Augusto Silva |
|             | Rapport                 |       |                    | Frontier Field, Rochester, New York Spectateurs : 7 016 Arbitrage : Augusto Silva | Frontier Field, Rochester, New York Spectateurs : 7 016 Arbitrage : Augusto Silva |

### Demi-finale
| 24 août 2004 | Kansas City Wizards   | 1 – 0 | San Jose Earthquakes |                                                                                                 |                                                                                                 |
|              | Simutenkov 45e (pen.) |       |                      | Blue Valley Athletic Complex, Overland Park, Kansas Spectateurs : 2 162 Arbitrage : Kevin Terry | Blue Valley Athletic Complex, Overland Park, Kansas Spectateurs : 2 162 Arbitrage : Kevin Terry |
|              | Rapport               |       |                      | Blue Valley Athletic Complex, Overland Park, Kansas Spectateurs : 2 162 Arbitrage : Kevin Terry | Blue Valley Athletic Complex, Overland Park, Kansas Spectateurs : 2 162 Arbitrage : Kevin Terry |

| 25 août 2004 | Chicago Fire   | 1 – 0 b.e.o. | Charleston Battery |                                                                                                |                                                                                                |
|              | Selolwane 107e |              |                    | Benedetti–Wehrli Stadium, Naperville, Illinois Spectateurs : 1 847 Arbitrage : Michael Kennedy | Benedetti–Wehrli Stadium, Naperville, Illinois Spectateurs : 1 847 Arbitrage : Michael Kennedy |
|              | Rapport        |              |                    | Benedetti–Wehrli Stadium, Naperville, Illinois Spectateurs : 1 847 Arbitrage : Michael Kennedy | Benedetti–Wehrli Stadium, Naperville, Illinois Spectateurs : 1 847 Arbitrage : Michael Kennedy |

### Finale
| 22 septembre 2004 | Kansas City Wizards | 1 - 0 b.e.o. | Chicago Fire |                                                                                       |                                                                                       |
|                   | Simutenkov 95e      |              |              | Arrowhead Stadium, Kansas City, Missouri Spectateurs : 8 819 Arbitrage : Terry Vaughn | Arrowhead Stadium, Kansas City, Missouri Spectateurs : 8 819 Arbitrage : Terry Vaughn |
|                   | Rapport             |              |              | Arrowhead Stadium, Kansas City, Missouri Spectateurs : 8 819 Arbitrage : Terry Vaughn | Arrowhead Stadium, Kansas City, Missouri Spectateurs : 8 819 Arbitrage : Terry Vaughn |

| Kansas City Wizards | Chicago Fire |

| Vainqueur de l'US Open Cup 2004 Kansas City Wizards 1er titre |

## Tableau final
|  | Quarts de finale        | Quarts de finale                                    |                     |       | Demi-finales                                              | Demi-finales                                              |  |  | Finale                                           | Finale                                           |
|  | Quarts de finale        | Quarts de finale                                    |                     |       | Demi-finales                                              | Demi-finales                                              |  |  | Finale                                           | Finale                                           |
|  |                         |                                                     |                     |       |                                                           |                                                           |  |  |                                                  |                                                  |
|  | 4 août 2004             | 4 août 2004                                         |                     |       | 24 août 2004, Blue Valley Athletic Complex, Overland Park | 24 août 2004, Blue Valley Athletic Complex, Overland Park |  |  | 2 septembre 2004, Arrowhead Stadium, Kansas City | 2 septembre 2004, Arrowhead Stadium, Kansas City |
|  | 4 août 2004             | 4 août 2004                                         |                     |       | 24 août 2004, Blue Valley Athletic Complex, Overland Park | 24 août 2004, Blue Valley Athletic Complex, Overland Park |  |  | 2 septembre 2004, Arrowhead Stadium, Kansas City | 2 septembre 2004, Arrowhead Stadium, Kansas City |
|  | Kansas City Wizards     | 4                                                   |                     |       | 24 août 2004, Blue Valley Athletic Complex, Overland Park | 24 août 2004, Blue Valley Athletic Complex, Overland Park |  |  | 2 septembre 2004, Arrowhead Stadium, Kansas City | 2 septembre 2004, Arrowhead Stadium, Kansas City |
|  | Kansas City Wizards     | 4                                                   |                     |       | 24 août 2004, Blue Valley Athletic Complex, Overland Park | 24 août 2004, Blue Valley Athletic Complex, Overland Park |  |  | 2 septembre 2004, Arrowhead Stadium, Kansas City | 2 septembre 2004, Arrowhead Stadium, Kansas City |
|  | Dallas Burn             | 0                                                   |                     |       | 24 août 2004, Blue Valley Athletic Complex, Overland Park | 24 août 2004, Blue Valley Athletic Complex, Overland Park |  |  | 2 septembre 2004, Arrowhead Stadium, Kansas City | 2 septembre 2004, Arrowhead Stadium, Kansas City |
|  | Dallas Burn             | 0                                                   | Kansas City Wizards | 1     |                                                           |                                                           |  |  | 2 septembre 2004, Arrowhead Stadium, Kansas City | 2 septembre 2004, Arrowhead Stadium, Kansas City |
|  | 4 août 2004             |                                                     | Kansas City Wizards | 1     |                                                           |                                                           |  |  | 2 septembre 2004, Arrowhead Stadium, Kansas City | 2 septembre 2004, Arrowhead Stadium, Kansas City |
|  |                         | San Jose Earthquakes                                | 0                   |       |                                                           |                                                           |  |  | 2 septembre 2004, Arrowhead Stadium, Kansas City | 2 septembre 2004, Arrowhead Stadium, Kansas City |
|  | Minnesota Thunder       | San Jose Earthquakes                                | 0                   | 2 (4) |                                                           |                                                           |  |  | 2 septembre 2004, Arrowhead Stadium, Kansas City | 2 septembre 2004, Arrowhead Stadium, Kansas City |
|  | Minnesota Thunder       |                                                     |                     | 2 (4) |                                                           |                                                           |  |  | 2 septembre 2004, Arrowhead Stadium, Kansas City | 2 septembre 2004, Arrowhead Stadium, Kansas City |
|  | San Jose Earthquakes    | 2 (5)                                               |                     |       |                                                           |                                                           |  |  | 2 septembre 2004, Arrowhead Stadium, Kansas City | 2 septembre 2004, Arrowhead Stadium, Kansas City |
|  | San Jose Earthquakes    | 2 (5)                                               | Kansas City Wizards | 1 beo |                                                           |                                                           |  |  |                                                  |                                                  |
|  | 4 août 2004             |                                                     | Kansas City Wizards | 1 beo |                                                           |                                                           |  |  |                                                  |                                                  |
|  |                         | Chicago Fire                                        | 0                   |       |                                                           |                                                           |  |  |                                                  |                                                  |
|  | Richmond Kickers        | Chicago Fire                                        | 0                   | 0     |                                                           |                                                           |  |  |                                                  |                                                  |
|  | Richmond Kickers        | 25 août 2004, Benedetti–Wehrli Stadium, Napierville |                     | 0     |                                                           |                                                           |  |  |                                                  |                                                  |
|  | Chicago Fire            | 1                                                   |                     |       |                                                           |                                                           |  |  |                                                  |                                                  |
|  | Chicago Fire            | 1                                                   | Chicago Fire        | 1     |                                                           |                                                           |  |  |                                                  |                                                  |
|  | 4 août 2004             |                                                     | Chicago Fire        | 1     |                                                           |                                                           |  |  |                                                  |                                                  |
|  |                         | Charleston Battery                                  | 0                   |       |                                                           |                                                           |  |  |                                                  |                                                  |
|  | Rochester Raging Rhinos | Charleston Battery                                  | 0                   | 0     |                                                           |                                                           |  |  |                                                  |                                                  |
|  | Rochester Raging Rhinos |                                                     |                     | 0     |                                                           |                                                           |  |  |                                                  |                                                  |
|  | Charleston Battery      | 1                                                   |                     |       |                                                           |                                                           |  |  |                                                  |                                                  |
|  | Charleston Battery      | 1                                                   |                     |       |                                                           |                                                           |  |  |                                                  |                                                  |

### Nombre d'équipes par division et par tour
| Divisions / Manches     | Premier tour  | Deuxième tour | Troisième tour | Quatrième tour | Quarts de finale | Demi- finales | Finale |
| ----------------------- | ------------- | ------------- | -------------- | -------------- | ---------------- | ------------- | ------ |
| MLS (D1) 10 équipes     | non présentes | non présentes | 2 présentes    | 10             | 4                | 3             | 2      |
| A-League (D2) 8 équipes | non présentes | 2 présentes   | 8              | 6              | 4                | 1             | Aucune |
| PSL (D3) 6 équipes      | non présentes | 6             | 2              | Aucune         | Aucune           | Aucune        | Aucune |
| PDL (D4) 8 équipes      | 8             | 7             | 4              | Aucune         | Aucune           | Aucune        | Aucune |
| USASA 8 équipes         | 8             | 1             | Aucune         | Aucune         | Aucune           | Aucune        | Aucune |
| Total                   | 16            | 16            | 16             | 16             | 8                | 4             | 2      |